# Exolimnius ungulatus
Exolimnius ungulatus is een keversoort uit de familie beekkevers (Elmidae). De wetenschappelijke naam van de soort werd in 1954 gepubliceerd door Joseph Delève.